# Gesterby, Kyrkslätt
Gesterby är en by i Kyrkslätt i det finländska landskapet Nyland. Byn ligger norr om Kyrkslätts centrum och har omkring 1500 invånare. Bebyggelsen består huvudsakligen av höghus med mindre områden för radhus och egnahemshus.

## Historia
På 1200-talet skedde inflyttning från Sverige hit, antagligen från Gästrikland vilket avspeglas i ortnamnet. Gesterby är ett av de tidigaste områdena i Kyrkslätt med svensk bosättning.
Åren 1944–1956 ingick Gesterby i det till Sovjetunionen utarrenderade Porkalaområdet.
År 1965 köpte Kyrkslätts kommun Gesterby gård och började bygga nya hus på området. Man ville vara ett attraktivt alternativ för de många personer som vid tiden sökte sig från landsbygden till huvudstadsregionen arbetsmarknad. Hyreslägenheter byggdes för omkring 3000 invånare. Många industriarbetare, bland annat vid Nokias kabelfabrik bosatte sig i de nya lägenheterna.

## Tjänster
I Gesterby finns ett skolcentrum med de svenska skolorna Winellska skolan och Kyrkslätts gymnasium, finskspråkigt lågstadium och skola för specialundervisning. Bredvid skolcentrumet finns Gesterby museiområde. Nära byn ligger också simhall och idrottscentrum.